# إدريس جطو
إدريس جطو (24 مايو 1945) رجل أعمال مغربي وسياسي، تقلد مسؤولية العديد من المناصب الوزارية قبل تعيينه وزيرا أولا من طرف ملك المغرب محمد السادس بين 2002 - 2007.

## مسيرته
ولد في مدينة الجديدة المغربية. وفي سنة 1966 تخرج من جامعة محمد الخامس بمدينة الرباط بشهادة في العلوم الفيزيائية والكيميائية. وأحرز بعد ذلك شهادة في التسيير من جامعة كوردوينرز في لندن. وبعد أكثر من 20 سنة في عالم الشركات جاء أول تعيين حكومي بارز له سنة 1993، حيث عين وزيراً للتجارة والصناعة. ثم أصبح وزيراً للتجارة الخارجية سنة 1994 م ووزيرا للمالية سنة 1997 م.
ترك جطو الساحة السياسية سنة 1998 م لكن تم إرجاعه من قبل الملك محمد السادس سنة 2001 م ليترأس المكتب الشريف للفوسفاط الذي تملكه الدولة. وكان هذا التعيين مفاجئا بالنسبة لتكنوقراطي بطموحات سياسية محدودة {{بحاجة لمصدر}}.
وبعد اعتبار انتخابات 2002 م الأكثر نزاهة في تاريخ المغرب، عين الملك محمد السادس وبشكل مفاجئ جطو وزيرا أول وقد تم توشيحه بوسام العرش من درجة فارس كبير. وهو متزوج وأب لأربعة أطفال.بعد انتخابات 2007 عين عباس الفاسي زعيم حزب الاستقلال خلفا له.
في 9 أغسطس 2012 عينه الملك محمد السادس رئيسا للمجلس الأعلى للحسابات٬ خلفا لأحمد الميداوي.
عينه الملك محمد السادس بتاريخ 12 ديسمبر 2019 عضوا في اللجنة الخاصة بالنموذج التنموي

## أوسمة
- وسام العرش من درجة الحمالة الكبرى (2008)
- وسام كارلوس الثالث من درجة الصليب الأكبر (2010)